# Grenier à sel (Provins)
Le grenier à sel de Provins est un ancien grenier à sel situé à Provins, en France.

## Localisation
Le grenier à sel est situé sur la commune de Provins, en Seine-et-Marne, au 3 rue des Petits-Lions.

## Historique
Le grenier date du XIVe siècle.
L'édifice est inscrit au titre des monuments historiques en 1931.